# Campionato europeo maschile di pallavolo 2015
Il campionato europeo maschile di pallavolo 2015 si è svolto dal 9 al 18 ottobre 2015 a Sofia e Varna, in Bulgaria, e a Busto Arsizio e Torino, in Italia: al torneo hanno partecipato sedici squadre nazionali europee e la vittoria finale è andata per la prima volta alla Francia.

## Scelta della sede
Sono state due le candidature per l'organizzazione del campionato europeo 2015: 
- Bulgaria e  Italia;
- Finlandia ed  Estonia.

Il 17 novembre 2012 l'assemblea generale della CEV, riunitasi a Lussemburgo, ha assegnato l'organizzazione della manifestazione alla candidatura congiunta di Bulgaria e Italia.

## Qualificazioni
Al torneo hanno partecipato: le due nazionali dei paesi organizzatori, le prime cinque nazionali classificate al campionato europeo 2013 (in questo caso si sono qualificate la sesta e la settima classificata in quanto la Bulgaria e l'Italia, rispettivamente quarta e seconda nella precedente edizione, sono già qualificate come paesi organizzatori) e nove nazionali qualificate tramite il torneo di qualificazione.

## Impianti
|                                                                  |                                                                                        |                                                                           |
|                                                                  |                                                                                        |                                                                           |
| Arena Armeec Città: Sofia Capienza: 12 500 Anno d'apertura: 2011 | Palazzo della cultura e dello sport Città: Varna Capienza: 5 500 Anno d'apertura: 1968 | PalaPiantanida Città: Busto Arsizio Capienza: 5 000 Anno d'apertura: 1997 |
|                                                                  |                                                                                        |                                                                           |
| PalaVela Città: Torino Capienza: 8 244 Anno d'apertura: 1961     |                                                                                        |                                                                           |

## Regolamento

### Formula
Le squadre hanno disputato una prima fase a gironi con formula del girone all'italiana; al termine della prima fase le prime tre classificate di ogni girone hanno acceduto alla fase finale, strutturata in ottavi di finale (a cui hanno partecipato le seconde e le terze classificate di ogni girone), quarti di finale, semifinali, finale per il terzo posto e finale.

### Criteri di classifica
Se il risultato finale è stato di 3-0 o 3-1 sono stati assegnati 3 punti alla squadra vincente e 0 a quella sconfitta, se il risultato finale è stato di 3-2 sono stati assegnati 2 punti alla squadra vincente e 1 a quella sconfitta.
L'ordine del posizionamento in classifica è stato definito in base a:
- Numero di partite vinte;
- Punti;
- Ratio dei set vinti/persi;
- Ratio dei punti realizzati/subiti;
- Risultati degli scontri diretti.

## Squadre partecipanti
| Squadra     | Qualificazione                            | Ultima partecipazione            |
| ----------- | ----------------------------------------- | -------------------------------- |
| Belgio      | 7ª al campionato europeo 2013             | / Danimarca e Polonia 2013       |
| Bielorussia | 1ª al torneo di qualificazione (girone F) | / Danimarca e Polonia 2013       |
| Bulgaria    | Paese organizzatore                       | / Danimarca e Polonia 2013       |
| Croazia     | 1ª al torneo di qualificazione (girone E) | Russia 2007                      |
| Estonia     | Spareggio al torneo di qualificazione     | / Austria e Repubblica Ceca 2011 |
| Finlandia   | 1ª al torneo di qualificazione (girone B) | / Danimarca e Polonia 2013       |
| Francia     | 5ª al campionato europeo 2013             | / Danimarca e Polonia 2013       |
| Germania    | 6ª al campionato europeo 2013             | / Danimarca e Polonia 2013       |
| Italia      | Paese organizzatore                       | / Danimarca e Polonia 2013       |
| Paesi Bassi | Spareggio al torneo di qualificazione     | / Danimarca e Polonia 2013       |
| Polonia     | 1ª al torneo di qualificazione (girone A) | / Danimarca e Polonia 2013       |
| Rep. Ceca   | 1ª al torneo di qualificazione (girone D) | / Danimarca e Polonia 2013       |
| Russia      | 1ª al campionato europeo 2013             | / Danimarca e Polonia 2013       |
| Serbia      | 3ª al campionato europeo 2013             | / Danimarca e Polonia 2013       |
| Slovacchia  | 1ª al torneo di qualificazione (girone C) | / Danimarca e Polonia 2013       |
| Slovenia    | Spareggio al torneo di qualificazione     | / Danimarca e Polonia 2013       |

## Torneo

### Fase a gironi
I gironi sono stati sorteggiati il 16 febbraio 2015 a Sofia.
| Girone A    | Girone B | Girone C    | Girone D   |
| ----------- | -------- | ----------- | ---------- |
| Bulgaria    | Croazia  | Belgio      | Finlandia  |
| Germania    | Estonia  | Bielorussia | Russia     |
| Paesi Bassi | Francia  | Polonia     | Serbia     |
| Rep. Ceca   | Italia   | Slovenia    | Slovacchia |

#### Girone A

##### Risultati
| 9 ottobre 2015 Arena Armeec, Sofia Durata: 1h:51 - Spettatori: 3 000   | Rep. Ceca   | 1 - 3 | Paesi Bassi | 21-25, 17-25, 25-20, 18-25        |
| 9 ottobre 2015 Arena Armeec, Sofia Durata: 1h:30 - Spettatori: 12 500  | Bulgaria    | 3 - 0 | Germania    | 25-20, 25-17, 25-20               |
| 10 ottobre 2015 Arena Armeec, Sofia Durata: 1h:58 - Spettatori: 3 000  | Paesi Bassi | 3 - 2 | Germania    | 17-25, 25-23, 22-25, 25-21, 15-13 |
| 10 ottobre 2015 Arena Armeec, Sofia Durata: 1h:14 - Spettatori: 10 574 | Rep. Ceca   | 2 - 3 | Bulgaria    | 25-19, 20-25, 25-16, 19-25, 9-15  |
| 11 ottobre 2015 Arena Armeec, Sofia Durata: 1h:08 - Spettatori: 2 500  | Germania    | 3 - 0 | Rep. Ceca   | 25-14, 25-14, 25-16               |
| 11 ottobre 2015 Arena Armeec, Sofia Durata: 2h:49 - Spettatori: 12 337 | Paesi Bassi | 2 - 3 | Bulgaria    | 27-29, 25-20, 26-28, 25-23, 15-17 |

##### Classifica
| Pos. | Squadra     | Pt | G | V | P | SV | SP | Ratio | PF  | PS  | Ratio |
| ---- | ----------- | -- | - | - | - | -- | -- | ----- | --- | --- | ----- |
| 1.   | Bulgaria    | 7  | 3 | 3 | 0 | 9  | 4  | 2,250 | 292 | 273 | 1,069 |
| 2.   | Paesi Bassi | 6  | 3 | 2 | 1 | 8  | 6  | 1,333 | 317 | 305 | 1,039 |
| 3.   | Germania    | 4  | 3 | 1 | 2 | 5  | 6  | 0,833 | 239 | 223 | 1,071 |
| 4.   | Rep. Ceca   | 1  | 3 | 0 | 3 | 3  | 9  | 0,333 | 223 | 270 | 0,825 |

      Qualificata ai quarti di finale.
      Qualificata agli ottavi di finale.

#### Girone B

##### Risultati
| 9 ottobre 2015 PalaVela, Torino Durata: 1h:29 - Spettatori: 1 120  | Croazia | 0 - 3 | Francia | 24-26, 14-25, 22-25               |
| 9 ottobre 2015 PalaVela, Torino Durata: 1h:30 - Spettatori: 3 050  | Italia  | 3 - 0 | Estonia | 25-19, 26-24, 25-15               |
| 10 ottobre 2015 PalaVela, Torino Durata: 1h:48 - Spettatori: 4 196 | Francia | 3 - 1 | Estonia | 25-13, 25-22, 22-25, 25-18        |
| 10 ottobre 2015 PalaVela, Torino Durata: 1h:32 - Spettatori: 5 000 | Croazia | 0 - 3 | Italia  | 23-25, 21-25, 19-25               |
| 11 ottobre 2015 PalaVela, Torino Durata: 1h:20 - Spettatori: 8 000 | Estonia | 3 - 0 | Croazia | 25-19, 25-18, 25-10               |
| 11 ottobre 2015 PalaVela, Torino Durata: 2h:07 - Spettatori: 8 200 | Francia | 3 - 2 | Italia  | 23-25, 21-25, 25-19, 25-17, 15-13 |

##### Classifica
| Pos. | Squadra | Pt | G | V | P | SV | SP | Ratio | PF  | PS  | Ratio |
| ---- | ------- | -- | - | - | - | -- | -- | ----- | --- | --- | ----- |
| 1.   | Francia | 8  | 3 | 3 | 0 | 9  | 3  | 3,000 | 282 | 237 | 1,189 |
| 2.   | Italia  | 7  | 3 | 2 | 1 | 8  | 3  | 2,666 | 250 | 229 | 1,091 |
| 3.   | Estonia | 3  | 3 | 1 | 2 | 4  | 6  | 0,666 | 211 | 220 | 0,959 |
| 4.   | Croazia | 0  | 3 | 0 | 3 | 0  | 9  | 0,000 | 169 | 226 | 0,747 |

      Qualificata ai quarti di finale.
      Qualificata agli ottavi di finale.

#### Girone C

##### Risultati
| 9 ottobre 2015 Palazzo della cultura e dello sport, Varna Durata: 1h:19 - Spettatori: 350    | Slovenia    | 3 - 0 | Bielorussia | 25-12, 25-21, 25-17        |
| 9 ottobre 2015 Palazzo della cultura e dello sport, Varna Durata: 1h:34 - Spettatori: 700    | Polonia     | 3 - 0 | Belgio      | 25-18, 29-27, 25-16        |
| 10 ottobre 2015 Palazzo della cultura e dello sport, Varna Durata: 1h:14 - Spettatori: 500   | Bielorussia | 0 - 3 | Belgio      | 17-25, 18-25, 17-25        |
| 10 ottobre 2015 Palazzo della cultura e dello sport, Varna Durata: 2h:04 - Spettatori: 1 000 | Slovenia    | 1 - 3 | Polonia     | 21-25, 30-28, 26-28, 13-25 |
| 11 ottobre 2015 Palazzo della cultura e dello sport, Varna Durata: 2h:08 - Spettatori: 500   | Belgio      | 3 - 1 | Slovenia    | 27-25, 14-25, 27-25, 28-26 |
| 11 ottobre 2015 Palazzo della cultura e dello sport, Varna Durata: 1h:15 - Spettatori: 500   | Bielorussia | 0 - 3 | Polonia     | 13-25, 19-25, 17-25        |

##### Classifica
| Pos. | Squadra     | Pt | G | V | P | SV | SP | Ratio | PF  | PS  | Ratio |
| ---- | ----------- | -- | - | - | - | -- | -- | ----- | --- | --- | ----- |
| 1.   | Polonia     | 9  | 3 | 3 | 0 | 9  | 1  | 9,000 | 260 | 200 | 1,300 |
| 2.   | Belgio      | 6  | 3 | 2 | 1 | 6  | 4  | 1,500 | 232 | 232 | 1,000 |
| 3.   | Slovenia    | 3  | 3 | 1 | 2 | 5  | 6  | 0,833 | 266 | 252 | 1,055 |
| 4.   | Bielorussia | 0  | 3 | 0 | 3 | 0  | 9  | 0,000 | 151 | 225 | 0,671 |

      Qualificata ai quarti di finale.
      Qualificata agli ottavi di finale.

#### Girone D

##### Risultati
| 9 ottobre 2015 PalaPiantanida, Busto Arsizio Durata: 2h:48 - Spettatori: 1 500  | Slovacchia | 2 - 3 | Serbia     | 22-25, 25-22, 28-30, 26-24, 9-15 |
| 9 ottobre 2015 PalaPiantanida, Busto Arsizio Durata: 1h:24 - Spettatori: 3 200  | Russia     | 3 - 0 | Finlandia  | 25-20, 25-19, 25-23              |
| 10 ottobre 2015 PalaPiantanida, Busto Arsizio Durata: 1h:25 - Spettatori: 3 000 | Serbia     | 3 - 0 | Finlandia  | 25-19, 25-15, 25-21              |
| 10 ottobre 2015 PalaPiantanida, Busto Arsizio Durata: 1h:16 - Spettatori: 1 500 | Slovacchia | 0 - 3 | Russia     | 14-25, 10-25, 15-25              |
| 11 ottobre 2015 PalaPiantanida, Busto Arsizio Durata: 1h:42 - Spettatori: 4 200 | Finlandia  | 3 - 0 | Slovacchia | 26-24, 25-22, 25-22              |
| 11 ottobre 2015 PalaPiantanida, Busto Arsizio Durata: 2h:01 - Spettatori: 3 800 | Serbia     | 1 - 3 | Russia     | 23-25, 25-21, 18-25, 20-25       |

##### Classifica
| Pos. | Squadra    | Pt | G | V | P | SV | SP | Ratio | PF  | PS  | Ratio |
| ---- | ---------- | -- | - | - | - | -- | -- | ----- | --- | --- | ----- |
| 1.   | Russia     | 9  | 3 | 3 | 0 | 9  | 1  | 9,000 | 246 | 187 | 1,315 |
| 2.   | Serbia     | 5  | 3 | 2 | 1 | 7  | 5  | 1,400 | 277 | 261 | 1,061 |
| 3.   | Finlandia  | 3  | 3 | 1 | 2 | 3  | 6  | 0,500 | 193 | 218 | 0,885 |
| 4.   | Slovacchia | 1  | 3 | 0 | 3 | 2  | 9  | 0,222 | 217 | 267 | 0,812 |

      Qualificata ai quarti di finale.
      Qualificata agli ottavi di finale.

### Fase finale
|  | Ottavi di finale | Ottavi di finale | Ottavi di finale |  |  | Quarti di finale | Quarti di finale | Quarti di finale |  |    | Semifinali | Semifinali | Semifinali |    |                 | Finale          | Finale          | Finale |
|  |                  |                  |                  |  |  |                  |                  |                  |  |    |            |            |            |    |                 |                 |                 |        |
|  |                  |                  |                  |  |  | 1A               | Bulgaria         | 3                |  |    |            |            |            |    |                 |                 |                 |        |
|  |                  |                  |                  |  |  | 1A               | Bulgaria         | 3                |  |    |            |            |            |    |                 |                 |                 |        |
|  | 2C               | Belgio           | 0                |  |  | 3A               | Germania         | 0                |  |    |            |            |            |    |                 |                 |                 |        |
|  | 2C               | Belgio           | 0                |  |  | 3A               | Germania         | 0                |  |    |            |            |            |    |                 |                 |                 |        |
|  | 3A               | Germania         | 3                |  |  |                  |                  |                  |  | 1A | Bulgaria   | 2          |            |    |                 |                 |                 |        |
|  | 3A               | Germania         | 3                |  |  |                  |                  |                  |  | 1A | Bulgaria   | 2          |            |    |                 |                 |                 |        |
|  |                  |                  |                  |  |  |                  |                  |                  |  |    | 1B         | Francia    | 3          |    |                 |                 |                 |        |
|  |                  |                  |                  |  |  |                  |                  |                  |  |    | 1B         | Francia    | 3          |    |                 |                 |                 |        |
|  |                  |                  |                  |  |  | 1B               | Francia          | 3                |  |    |            |            |            |    |                 |                 |                 |        |
|  |                  |                  |                  |  |  |                  |                  |                  |  |    |            |            |            |    |                 |                 |                 |        |
|  | 2D               | Serbia           | 3                |  |  | 2D               | Serbia           | 1                |  |    |            |            |            |    |                 |                 |                 |        |
|  | 2D               | Serbia           | 3                |  |  |                  |                  |                  |  |    |            |            |            |    |                 |                 |                 |        |
|  | 3B               | Estonia          | 2                |  |  |                  |                  |                  |  |    |            |            |            |    | 1B              | Francia         | 3               |        |
|  | 3B               | Estonia          | 2                |  |  |                  |                  |                  |  |    |            |            |            |    | 1B              | Francia         | 3               |        |
|  |                  |                  |                  |  |  |                  |                  |                  |  |    |            |            |            |    |                 | 3C              | Slovenia        | 0      |
|  |                  |                  |                  |  |  |                  |                  |                  |  |    |            |            |            |    |                 | 3C              | Slovenia        | 0      |
|  |                  |                  |                  |  |  | 1C               | Polonia          | 2                |  |    |            |            |            |    |                 |                 |                 |        |
|  |                  |                  |                  |  |  | 1C               | Polonia          | 2                |  |    |            |            |            |    |                 |                 |                 |        |
|  | 2A               | Paesi Bassi      | 0                |  |  | 3C               | Slovenia         | 3                |  |    |            |            |            |    | Finale 3° posto | Finale 3° posto | Finale 3° posto |        |
|  | 2A               | Paesi Bassi      | 0                |  |  |                  |                  | 3                |  |    |            |            |            |    |                 |                 |                 |        |
|  | 3C               | Slovenia         | 3                |  |  |                  |                  |                  |  | 3C | Slovenia   | 3          |            | 1A | Bulgaria        | 1               |                 |        |
|  | 3C               | Slovenia         | 3                |  |  |                  |                  |                  |  | 3C | Slovenia   | 3          |            | 1A | Bulgaria        | 1               |                 |        |
|  |                  |                  |                  |  |  |                  |                  |                  |  |    | 2B         | Italia     | 1          |    |                 | 2B              | Italia          | 3      |
|  |                  |                  |                  |  |  |                  |                  |                  |  |    | 2B         | Italia     | 1          |    |                 | 2B              | Italia          | 3      |
|  |                  |                  |                  |  |  | 1D               | Russia           | 0                |  |    |            |            |            |    |                 |                 |                 |        |
|  |                  |                  |                  |  |  | 1D               | Russia           | 0                |  |    |            |            |            |    |                 |                 |                 |        |
|  | 2B               | Italia           | 3                |  |  | 2B               | Italia           | 3                |  |    |            |            |            |    |                 |                 |                 |        |
|  | 2B               | Italia           | 3                |  |  | 2B               | Italia           | 3                |  |    |            |            |            |    |                 |                 |                 |        |
|  | 3D               | Finlandia        | 0                |  |  |                  |                  |                  |  |    |            |            |            |    |                 |                 |                 |        |
|  | 3D               | Finlandia        | 0                |  |  |                  |                  |                  |  |    |            |            |            |    |                 |                 |                 |        |

#### Ottavi di finale
| 13 ottobre 2015 Arena Armeec, Sofia Durata: 1h:19 - Spettatori: 500             | Paesi Bassi | 0 - 3 | Slovenia  | 16-25, 19-25, 22-25              |
| 13 ottobre 2015 PalaPiantanida, Busto Arsizio Durata: 2h:08 - Spettatori: 2 000 | Serbia      | 3 - 2 | Estonia   | 21-25, 14-25, 25-8, 25-22, 15-13 |
| 13 ottobre 2015 Arena Armeec, Sofia Durata: 1h:27 - Spettatori: 600             | Belgio      | 0 - 3 | Germania  | 16-25, 29-31, 17-25              |
| 13 ottobre 2015 PalaPiantanida, Busto Arsizio Durata: 1h:42 - Spettatori: 3 800 | Italia      | 3 - 0 | Finlandia | 25-19, 25-16, 25-22              |

#### Quarti di finale
| 14 ottobre 2015 Arena Armeec, Sofia Durata: 2h:12 - Spettatori: 1 200           | Polonia  | 2 - 3 | Slovenia | 17-25, 19-25, 25-23, 25-19, 14-16 |
| 14 ottobre 2015 PalaPiantanida, Busto Arsizio Durata: 1h:51 - Spettatori: 2 000 | Francia  | 3 - 1 | Serbia   | 25-22, 25-23, 14-25, 25-20        |
| 14 ottobre 2015 Arena Armeec, Sofia Durata: 1h:31 - Spettatori: 12 700          | Bulgaria | 3 - 0 | Germania | 25-19, 25-23, 25-23               |
| 14 ottobre 2015 PalaPiantanida, Busto Arsizio Durata: 1h:27 - Spettatori: 4 500 | Russia   | 0 - 3 | Italia   | 20-25, 19-25, 19-25               |

#### Semifinali
| 17 ottobre 2015 Arena Armeec, Sofia Durata: 2h:12 - Spettatori: 12 500 | Bulgaria | 2 - 3 | Francia | 25-18, 25-22, 24-26, 21-25, 12-15 |
| 17 ottobre 2015 Arena Armeec, Sofia Durata: 1h:59 - Spettatori: 6 000  | Slovenia | 3 - 1 | Italia  | 25-13, 23-25, 25-20, 25-20        |

#### Finale 3º posto
| 18 ottobre 2015 Arena Armeec, Sofia Durata: 1h:48 - Spettatori: 10 870 | Bulgaria | 1 - 3 | Italia | 20-25, 14-25, 25-23, 20-25 |

#### Finale
| 18 ottobre 2015 Arena Armeec, Sofia Durata: 1h:31 - Spettatori: 10 500 | Francia | 3 - 0 | Slovenia | 25-19, 29-27, 29-27 |

## Podio

### Campione
Formazione: 1 Jonas Aguenier, 2 Jenia Grebennikov, 4 Antonin Rouzier, 6 Benjamin Toniutti, 7 Kévin Tillie, 9 Earvin N'Gapeth, 10 Kévin Le Roux, 11 Julien Lyneel, 13 Pierre Pujol, 14 Nicolas Le Goff, 16 Nicolas Maréchal, 17 Franck Lafitte, 20 Nicolas Rossard, 21 Mory Sidibé, CT: Laurent Tillie

### Secondo posto
Formazione: 2 Alen Pajenk, 5 Alen Šket, 6 Mitja Gasparini, 8 Miha Plot, 9 Dejan Vinčić, 10 Jan Kozamernik, 11 Danijel Koncilja, 12 Jan Klobučar, 13 Jani Kovačič, 14 Jan Pokeršnik, 16 Gregor Ropret, 17 Tine Urnaut, 18 Klemen Čebulj, 20 Uroš Pavlović, CT: Andrea Giani

### Terzo posto
Formazione: 3 Daniele Sottile, 4 Luca Vettori, 5 Osmany Juantorena, 6 Simone Giannelli, 7 Salvatore Rossini, 9 Ivan Zaytsev, 10 Filippo Lanza, 11 Simone Buti, 13 Massimo Colaci, 14 Matteo Piano, 16 Oleg Antonov, 18 Giulio Sabbi, 19 Simone Anzani, 22 Jacopo Massari, CT: Gianlorenzo Blengini

## Classifica finale
| Pos     | Squadra     | Qualificazione          |
| ------- | ----------- | ----------------------- |
| Oro     | Francia     | Campionato europeo 2017 |
| Argento | Slovenia    | Campionato europeo 2017 |
| Bronzo  | Italia      | Campionato europeo 2017 |
| 4       | Bulgaria    | Campionato europeo 2017 |
| 5       | Polonia     |                         |
| 6       | Russia      | Campionato europeo 2017 |
| 7       | Serbia      | Campionato europeo 2017 |
| 8       | Germania    |                         |
| 9       | Paesi Bassi |                         |
| 10      | Belgio      |                         |
| 11      | Estonia     |                         |
| 12      | Finlandia   |                         |
| 13      | Rep. Ceca   |                         |
| 14      | Slovacchia  |                         |
| 15      | Croazia     |                         |
| 16      | Bielorussia |                         |

## Premi individuali
| Premio                | Nome              | Squadra  |
| --------------------- | ----------------- | -------- |
| MVP                   | Antonin Rouzier   | Francia  |
| Miglior palleggiatore | Simone Giannelli  | Italia   |
| Miglior opposto       | Ivan Zaytsev      | Italia   |
| Miglior schiacciatore | Tine Urnaut       | Slovenia |
| Miglior schiacciatore | Earvin N'Gapeth   | Francia  |
| Miglior centrale      | Teodor Todorov    | Bulgaria |
| Miglior centrale      | Viktor Josifov    | Bulgaria |
| Miglior libero        | Jenia Grebennikov | Francia  |
| Miglior fair play     | Vladimir Nikolov  | Bulgaria |